# Cockermouth, Keswick and Penrith Railway

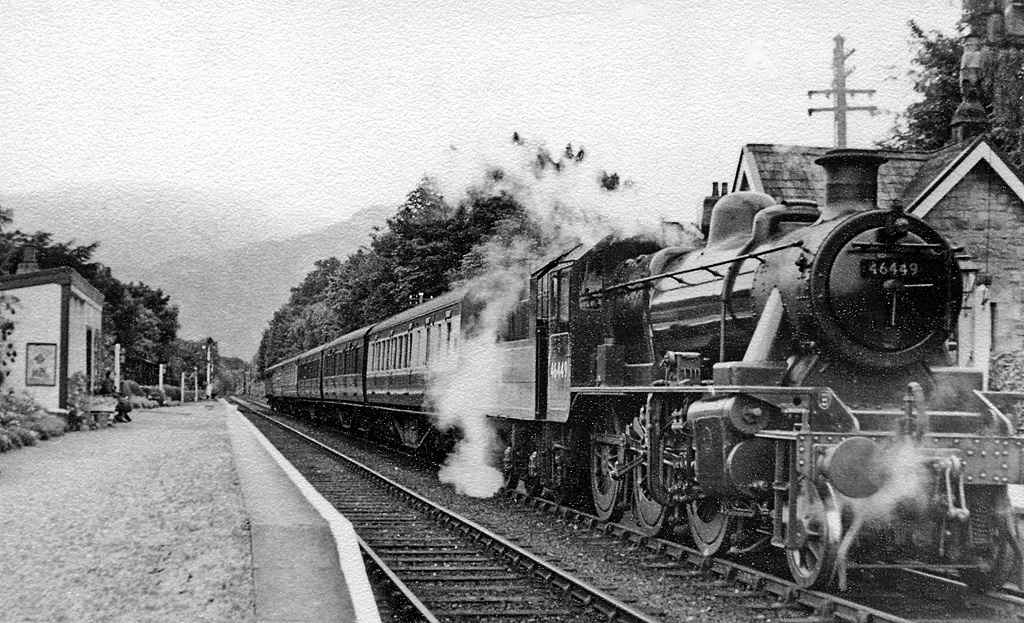
Zug im Bahnhof Bassenthwaite (1951)

Die Cockermouth, Keswick and Penrith Railway wurde durch einen Beschluss des britischen Parlaments am 1. August 1861 gegründet. 
Ihre Aufgabe bestand darin eine Bahnverbindung zwischen Penrith und Cockermouth zu betreiben und mit ihr eine Anbindung des Lake District an die West Coast Main Line zu gewährleisten. 
Die Bahnstrecke Penrith–Cockermouth durchschnitt auf einer Länge von 50 km den Lake District von Osten nach Westen und hatte acht Bahnhöfe oder Haltestellen. Die Strecke wurde ursprünglich von der London and North Western Railway und der Stockton and Darlington Railway (später der North Eastern Railway) über die eigenständige Gesellschaft der Cockermouth, Keswick and Penrith Railway betrieben. Ab 1923 übernahm die London, Midland and Scottish Railway die Gesellschaft und damit die Linie.
1966 wurde die Strecke westlich von Keswick eingestellt, 1972 folgte der Abschnitt von Penrith nach Keswick. Auf der Trasse im Engtal des Flusses Greta zwischen Keswick und Threlkeld wurde ein Rad- und Wanderweg angelegt.